# 马马杜·桑伯
马马杜·桑伯·姆巴耶（英語：Mamadou Samb Mbaye，1989年12月31日—），生于塞内加尔姆布尔，塞内加尔职业篮球运动员，司职小前锋和大前锋，现效力于西班牙巴塞罗那篮球队。

## 特点和潜质
桑伯有着很好的身体素质和篮球天赋，臂展也很长，14岁就前往西班牙打球。有着良好的球场意识，可以将良好的欧洲篮球基础加上非洲球员的出色身体素质结合起来。桑伯是位不错的射手，在罚球线上也有着很高的命中率，他现在司职球队的大前锋，出众的弹跳力也使得桑伯有着不错的封盖能力，攻防速度也很快。
他最大的问题是在场上如何定位他的位置，桑伯可以打3号位和4号位，但是194磅的体重在大前锋的位置上显得对抗性不足，在和力量型球员的对位上不占上风，如果桑伯陷入犯规麻烦时容易造成精力不集中。

## 篮球生涯
桑伯和巴塞罗那篮球队签订了一份多年的合同，1989年出生的桑伯还十分的稚嫩，仍然有着很大的成长空间。

## 家庭情况
他的哥哥奇克·桑伯也是职业篮球运动员，在2006年NBA选秀中第二轮第51顺位被洛杉矶湖人队选中。